# Stazione di White Hart Lane
La stazione di White Hart Lane è una stazione situata a Tottenham nel borgo londinese di Haringey. È servita ogni ora da quattro treni suburbani transitanti sulle due direzioni delle ferrovie della Valle del Lea.

## Tottenham Hotspur
La stazione è stata ricostruita in seguito all’inclusione nella London Overground e allo sviluppo del Northumberland Development Project, il piano di lavori pubblici accessori all’edificazione del nuovo stadio del Tottenham Hotspur, il Tottenham Hotspur Stadium. La stazione è infatti immediatamente accanto all’impianto che era precedentemente di scomodo raggiungimento dalla lontana fermata della metropolitana di Seven Sisters.